# Stenhomalus versicolor
Stenhomalus versicolor là một loài bọ cánh cứng trong họ Cerambycidae.